# Mesochorus infensus
Mesochorus infensus är en stekelart som beskrevs av Dasch 1974. Mesochorus infensus ingår i släktet Mesochorus och familjen brokparasitsteklar. Inga underarter finns listade i Catalogue of Life.